# 暗黒の5月事件

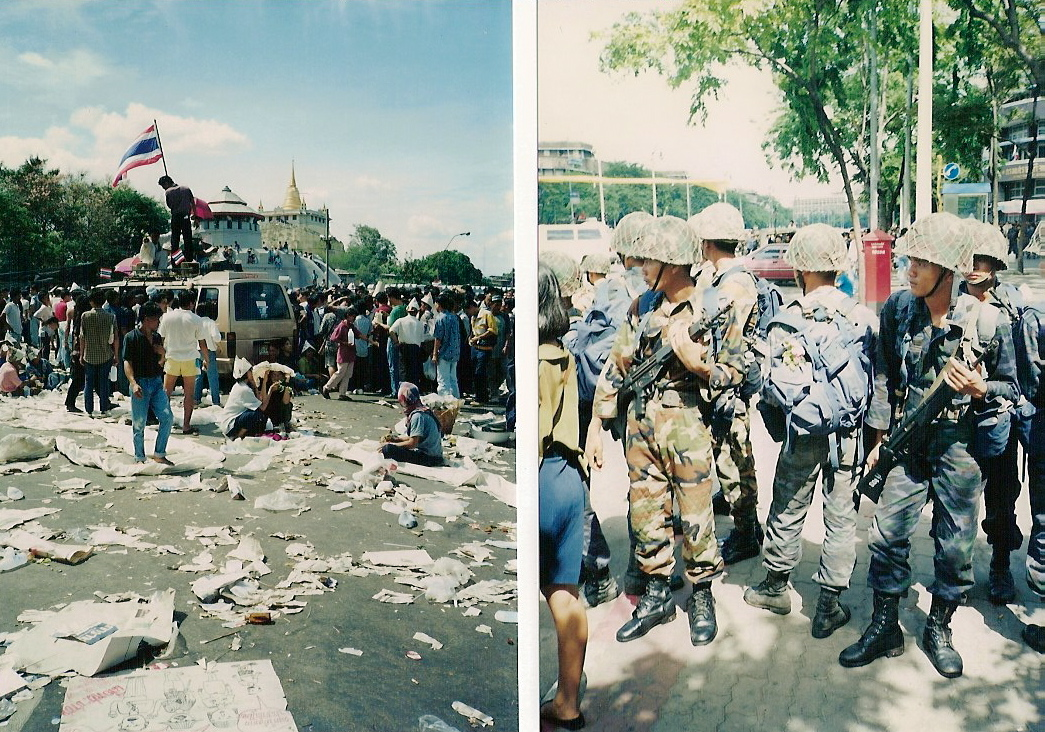

暗黒の5月事件（あんこくの5がつじけん、タイ語: พฤษภาทมิฬ）は、1992年にタイ王国で発生した事件である。

## 概要
1991年、タイ王国陸軍がタイ軍事クーデターを起こし、スチンダー・クラープラユーンを実質的な指導者とする国家平和維持評議会が権力を掌握した。
評議会は外交官であるアナン・パンヤーラチュンを首相に任命した。翌1992年におこなわれた総選挙の結果、下院はスチンダーを首相に指名した。
スチンダーは首相に就任したが、民主化を望んでいた国民は反発し、バンコクを中心に抗議デモを行った。
軍部はデモ隊を銃の発砲で鎮圧し、3000名以上の死者が出た。国王ラーマ9世は武力衝突を憂慮し、スチンダーと民主化運動の指導者チャムロン・シームアンを王宮に呼び事態の沈静化を指示した。
これを受けてスチンダーは首相を辞任し、アナンが首相に復帰し文民政権の樹立につながった。

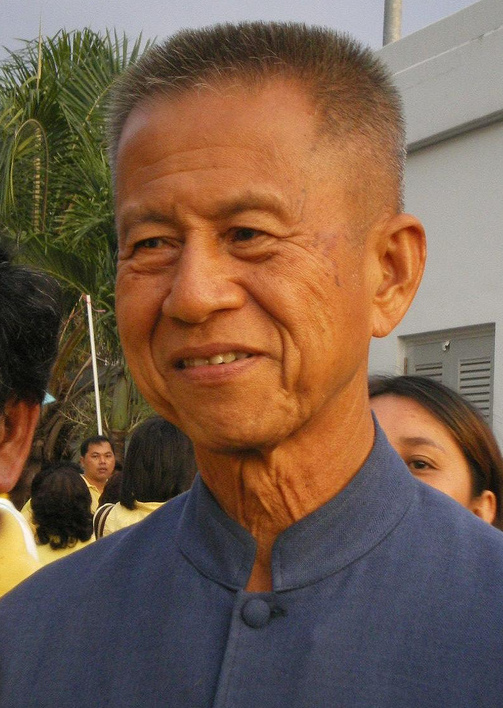
チャムロン